# Classe Tambor
A Classe Tambor foi uma classe de submarinos dos Estados Unidos que tiveram serviço durante a Segunda Guerra Mundial. Os submarinos da classe foram os primeiros bem sucedidos de uma frota da Marinha dos Estados Unidos, e tiveram batismo de fogo muito cedo. Seis dos doze construídos estavam no Pacífico central em 7 de dezembro de 1941, com o USS Tautog (SS-199) em Pearl Habor durante o ataque.

## Submarinos da classe
| Nome                                                                                   | Nº no casco | Construtor                 | Batimento de quilha     | Lançamento             | Comissionamento        | Destino |
| -------------------------------------------------------------------------------------- | ----------- | -------------------------- | ----------------------- | ---------------------- | ---------------------- | --- |
| Tambor                                                                                 | SS-198      | Electric Boat              | 16 de janeiro de 1939   | 20 de dezembro de 1939 | 3 de junho de 1940     | Descomissionado em 10 de dezembro de 1945. Transferido para a reserva e treinamento no pós guerra, vendido para sucateamento em 1 de setembro de 1959  |
| Tautog                                                                                 | SS-199      | Electric Boat              | 1 de março de 1939      | 27 de janeiro de 1940  | 3 de julho de 1940     | Descomissionado em 8 de dezembro de 1945. Transferido para a reserva e treinamento no pós guerra, vendido para sucateamento em 15 de novembro de 1959  |
| Thresher                                                                               | SS-200      | Electric Boat              | 27 de abril de 1939     | 27 de março de 1940    | 27 de agosto de 1940   | Descomissionado em 13 de dezembro de 1945. Transferido para a reserva e treinamento no pós guerra, vendido para sucateamento em 18 de março de 1948    |
| Triton                                                                                 | SS-201      | Portsmouth Naval Shipyard  | 5 de julho de 1939      | 25 de março de 1940    | 15 de agosto de 1940   | Perdido para o ataque de três contratorpedeiros em 20 de março de 1943                                                                                 |
| Trout                                                                                  | SS-202      | Portsmouth Naval Shipyard  | 8 de agosto de 1939     | 21 de maio de 1940     | 15 de novembro de 1940 | Perdido por volta de 29 de fevereiro de 1944, provavelmente por ação inimiga                                                                           |
| Tuna                                                                                   | SS-203      | Mare Island Naval Shipyard | 19 de julho de 1939     | 2 de outubro de 1940   | 2 de janeiro de 1941   | Descomissionado em 11 de dezembro de 1946, expendido como alvo em 24 de setembro de 1948                                                               |
| Os últimos seis submarinos da classe são frequentemente listados como sendo Classe Gar |             |                            |                         |                        |                        | |
| Gar                                                                                    | SS-206      | Electric Boat              | 27 de dezembro de 1939  | 27 de novembro de 1940 | 14 de abril de 1941    | Descomissionado em 11 de dezembro de 1945. Transferido para a reserva e treinamento no pós guerra, vendido para sucateamento em 18 de novembro de 1959 |
| Grampus                                                                                | SS-207      | Electric Boat              | 14 de fevereiro de 1940 | 23 de dezembro de 1940 | 23 de maio de 1941     | Perdido em 5 de março de 1943, provavelmente por ação inimiga                                                                                          |
| Grayback                                                                               | SS-208      | Portsmouth Naval Shipyard  | 3 de abril de 1940      | 31 de janeiro de 1941  | 30 de junho de 1941    | Perdido para ação inimiga em 27 de fevereiro de 1944                                                                                                   |
| Grayling                                                                               | SS-209      | Portsmouth Naval Shipyard  | 15 de dezembro de 1939  | 29 de novembro de 1940 | 1 de março de 1941     | Perdido entre 9 e 12 de Setembro de 1943 por acidente ou ação de inimigo                                                                               |
| Grenadier                                                                              | SS-210      | Portsmouth Naval Shipyard  | 2 de abril de 1940      | 29 de novembro de 1940 | 1 de maio de 1941      | Afundado perto de ação do inimigo em 22 de abril de 1943                                                                                               |
| Gudgeon                                                                                | SS-211      | Portsmouth Naval Shipyard  | 22 de novembro de 1939  | 25 de janeiro de 1941  | 21 de abril de 1941    | Perdido entre 7 de Abril e 7 de Junho de 1944 por acidente ou ação de inimigo                                                                          |